# Benoitesmus yapoensis
Benoitesmus yapoensis är en mångfotingart som först beskrevs av Christoph D. Schubart 1955.  Benoitesmus yapoensis ingår i släktet Benoitesmus och familjen Chelodesmidae. Inga underarter finns listade i Catalogue of Life.